# Pavel Brázda
Pour les articles homonymes, voir Brazda.
Pavel Brázda, né à Brno le 21 août 1926 et mort le 17 décembre 2017 à Prague, est un peintre tchèque.

## Biographie
Né le 21 août 1926 à Brno, Pavel Brázda est expulsé successivement de la Faculté d’Histoire de l’art de Brno, de l’École des arts appliqués de Prague et de l’Académie des beaux-arts de Prague. Le style de ses peintures est proche du pop-art. N'ayant jamais pu exposer officiellement sous le régime communiste, une grande exposition rétrospective lui fut dédiée à la Galerie nationale de Prague en 2006. En 2008, le Centre culturel tchèque de Paris propose une exposition de ses œuvres.

## Œuvres
- Grand astronaute, 1954. (Galerie nationale à Prague)
- Ange Gardien, 1954/1961. (Galerie nationale à Prague)
- Portrait de père, 1967. (Galerie nationale à Prague)

## Galerie

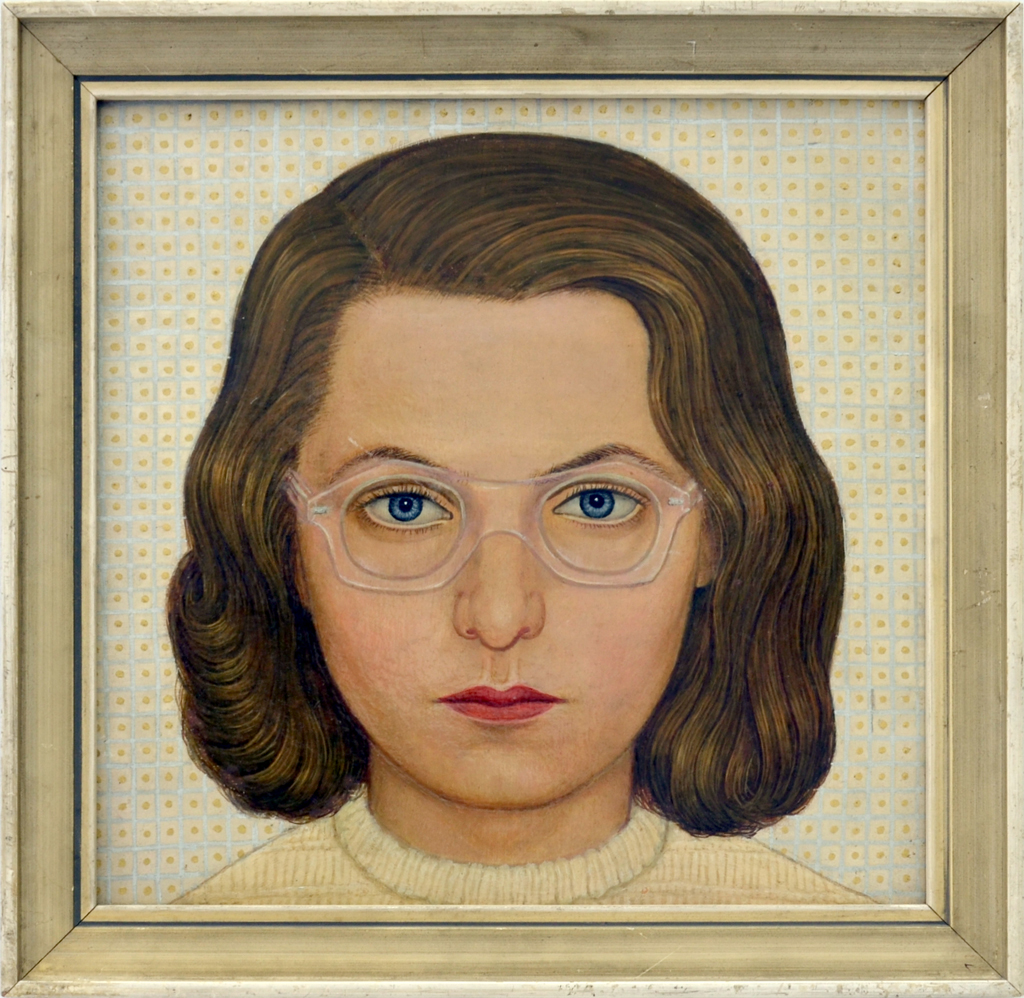
Věra s brýlemi, 1955.
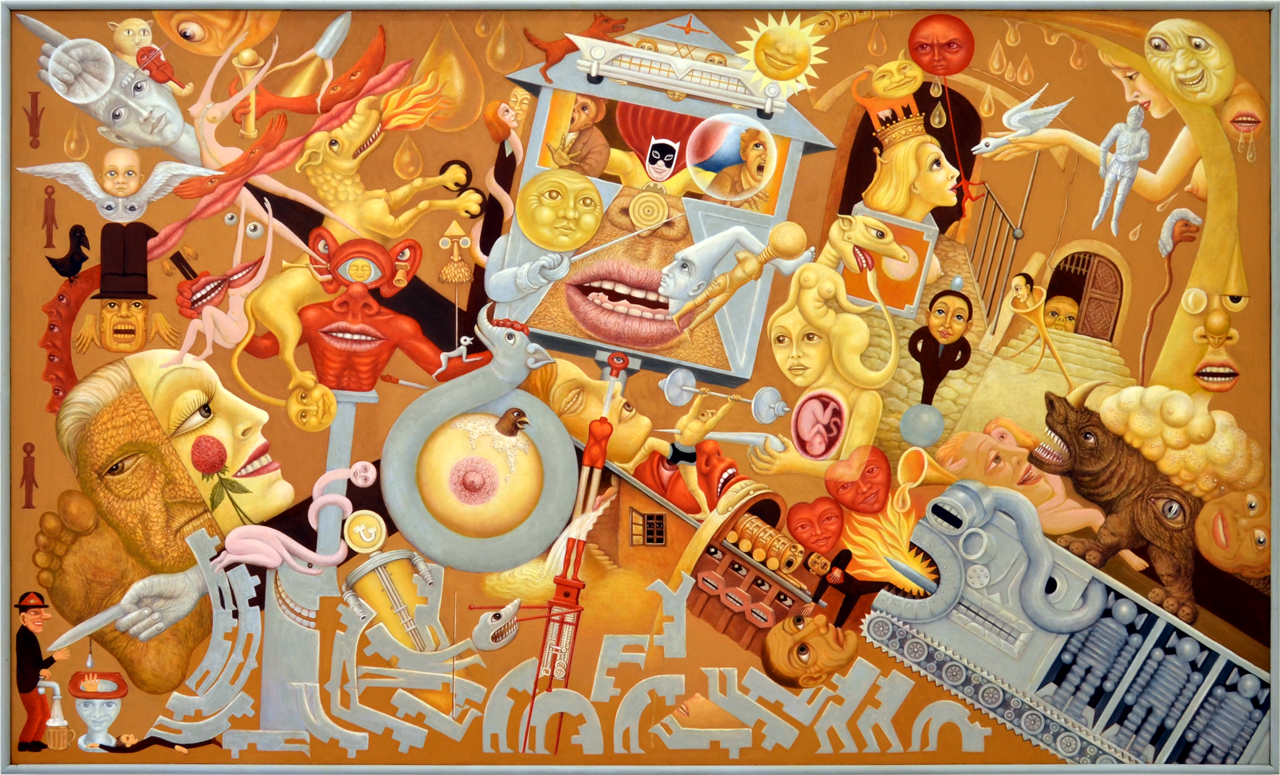
Badman na rodné louce, 1969-2005.
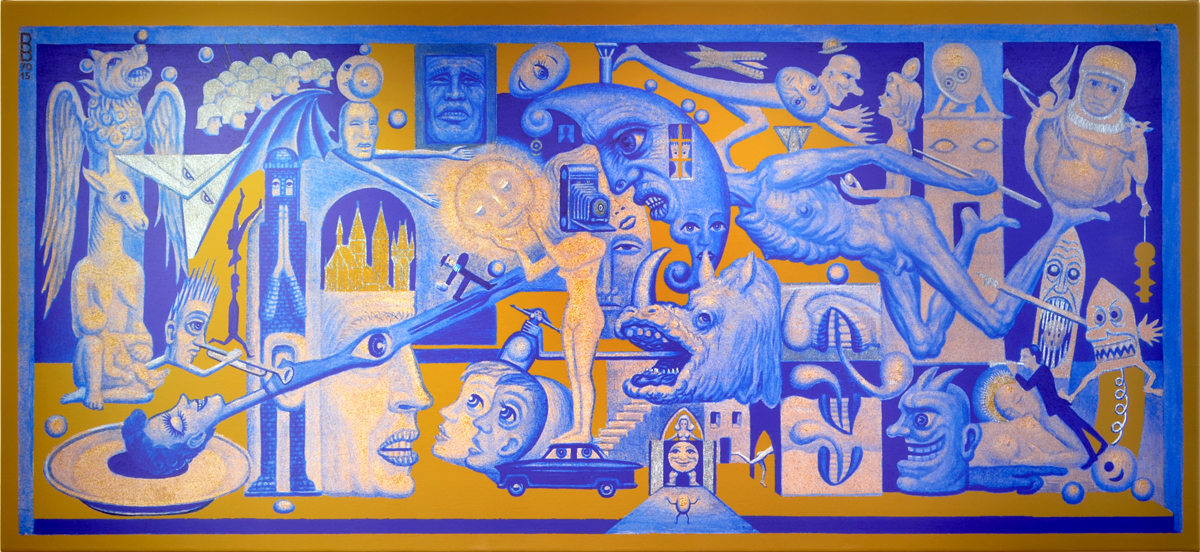
Zuřivý měsíc, manière noire digitale, moitié des années 1970 - année 2014.
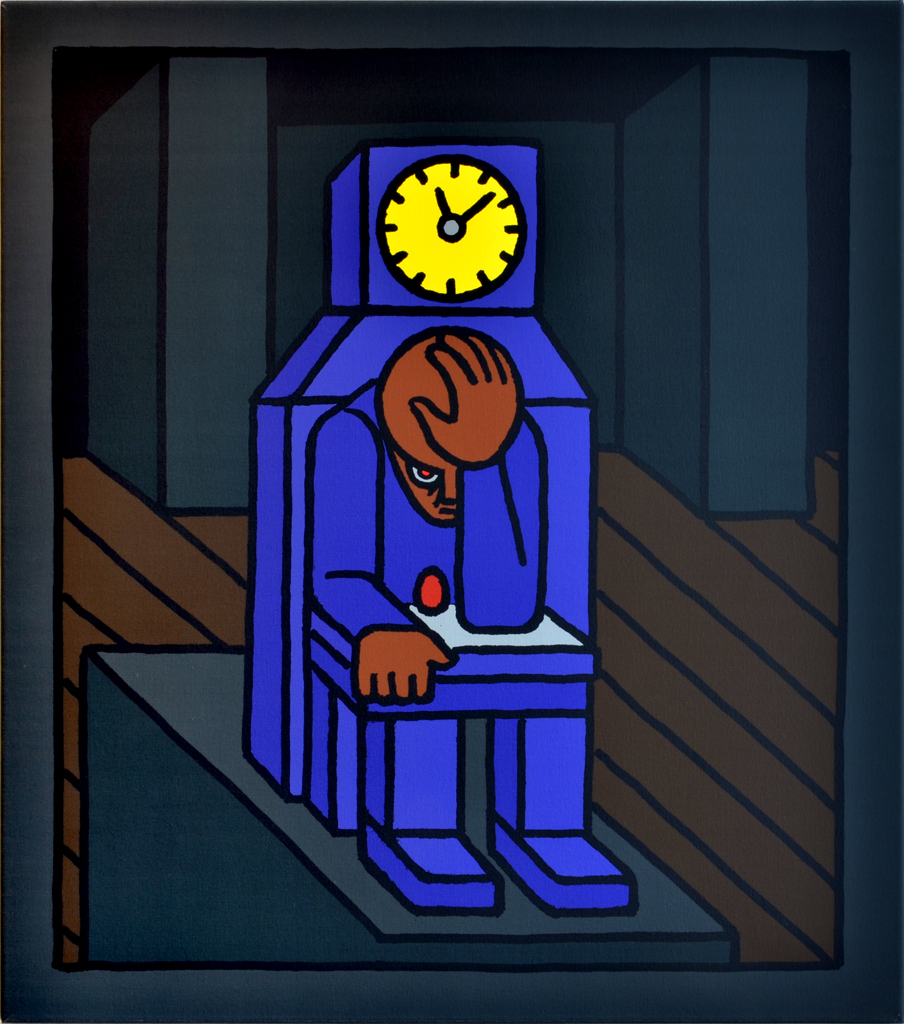
Stroj času, impression jet d'encre sur toile (2007-2015).
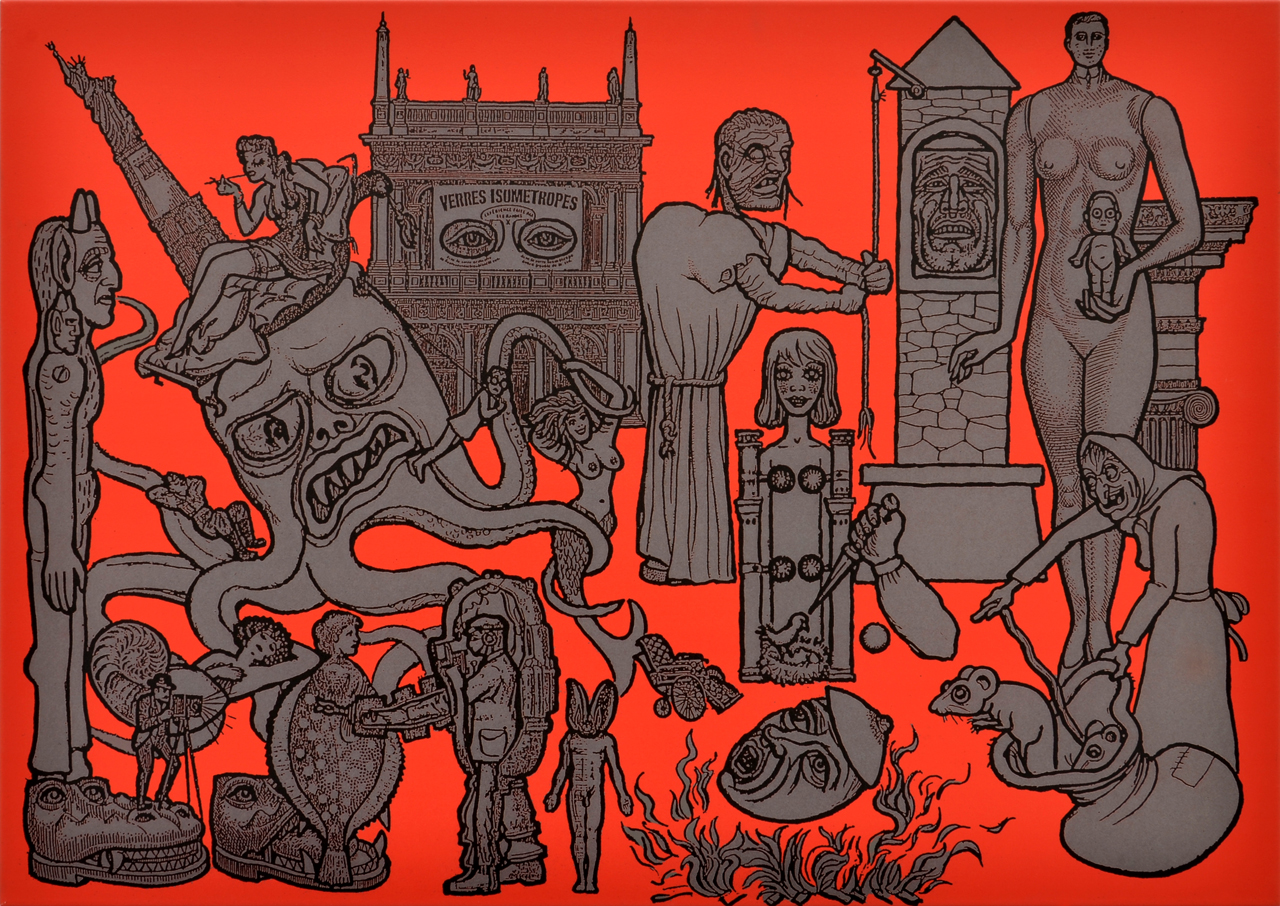
Zazvoní zvonec a..., 2006-2016.
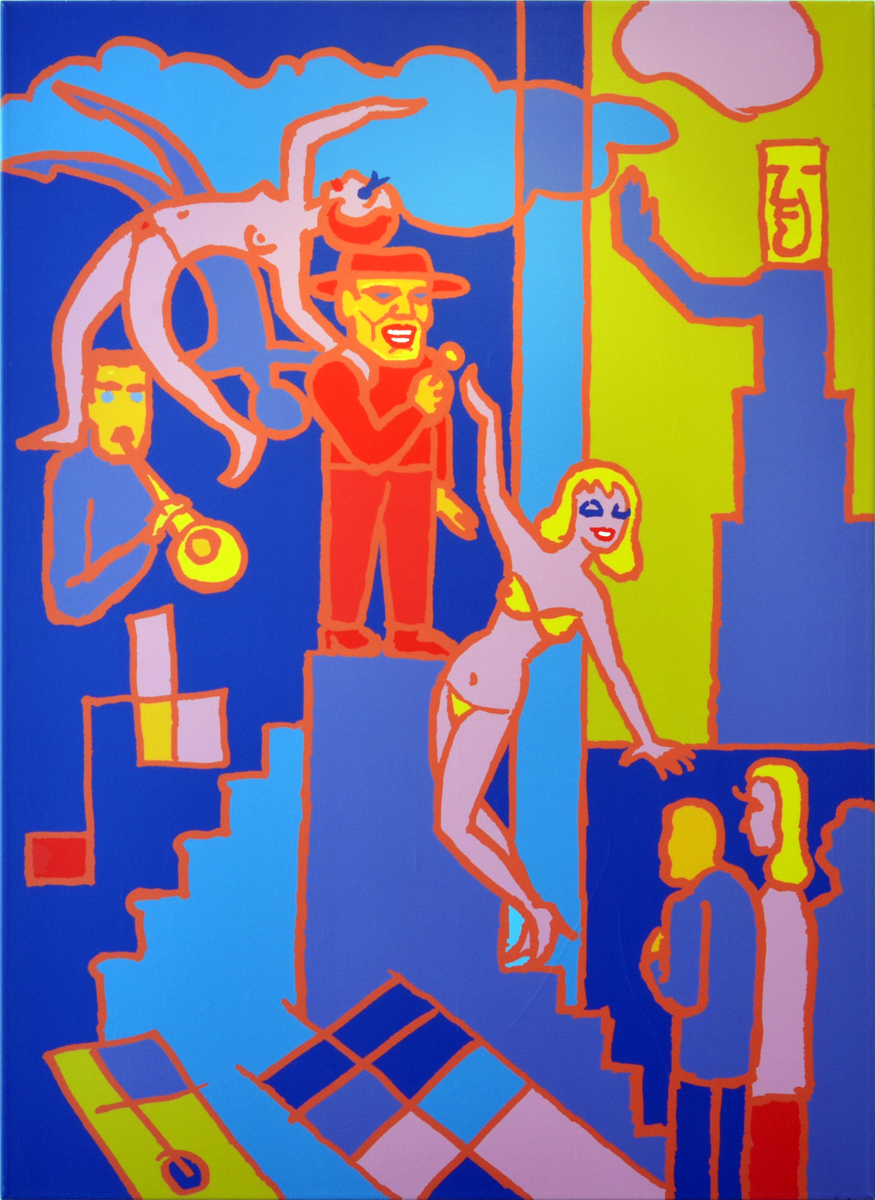
Principál a jeho družina, impression jet d'encre sur toile (2007-2015).